# 帝王花
國王海神花（學名：Protea cynaroides），又稱帝王花（king protea），是海神花屬的一種植物，廣泛分佈於南非凡波斯一帶，並為該國國花。本種花的花蜜可吸引橘胸太阳鸟、南方雙領花蜜鳥、孔雀石色花蜜鳥與卡佛食蜜鳥等鳥類取食，這些鳥類啄食花蜜時會沾黏花粉於臉部與喙上，進而協助花朵傳粉。此外本種花的花蜜亦可吸引多種昆蟲，但牠們協助傳粉的重要性仍不清楚。國王海神花與許多同屬其他植物皆能適應森林大火頻繁的生長環境，本種屬於再萌蘖者，在森林大火後可由地下莖長出新芽。

## 圖庫

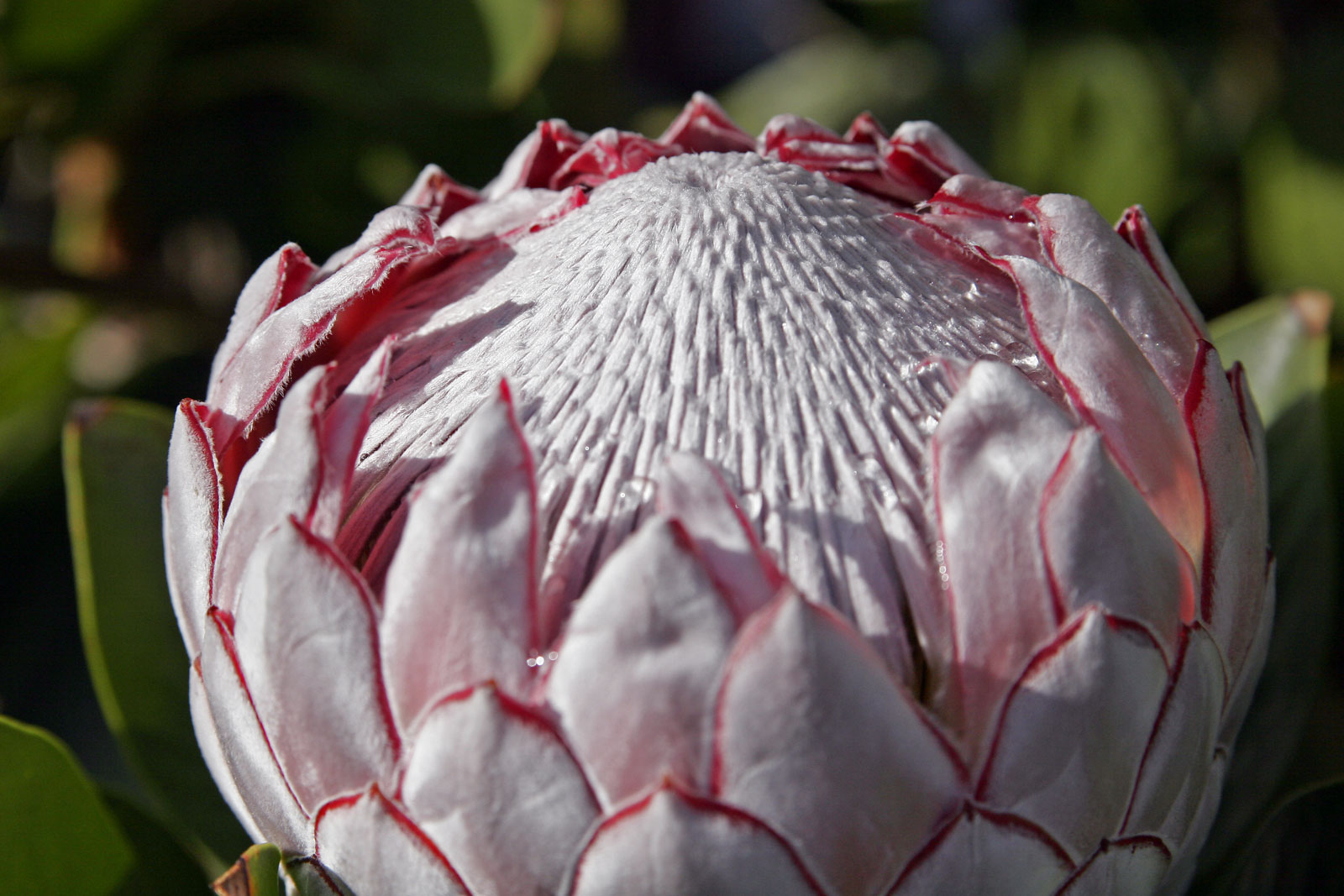
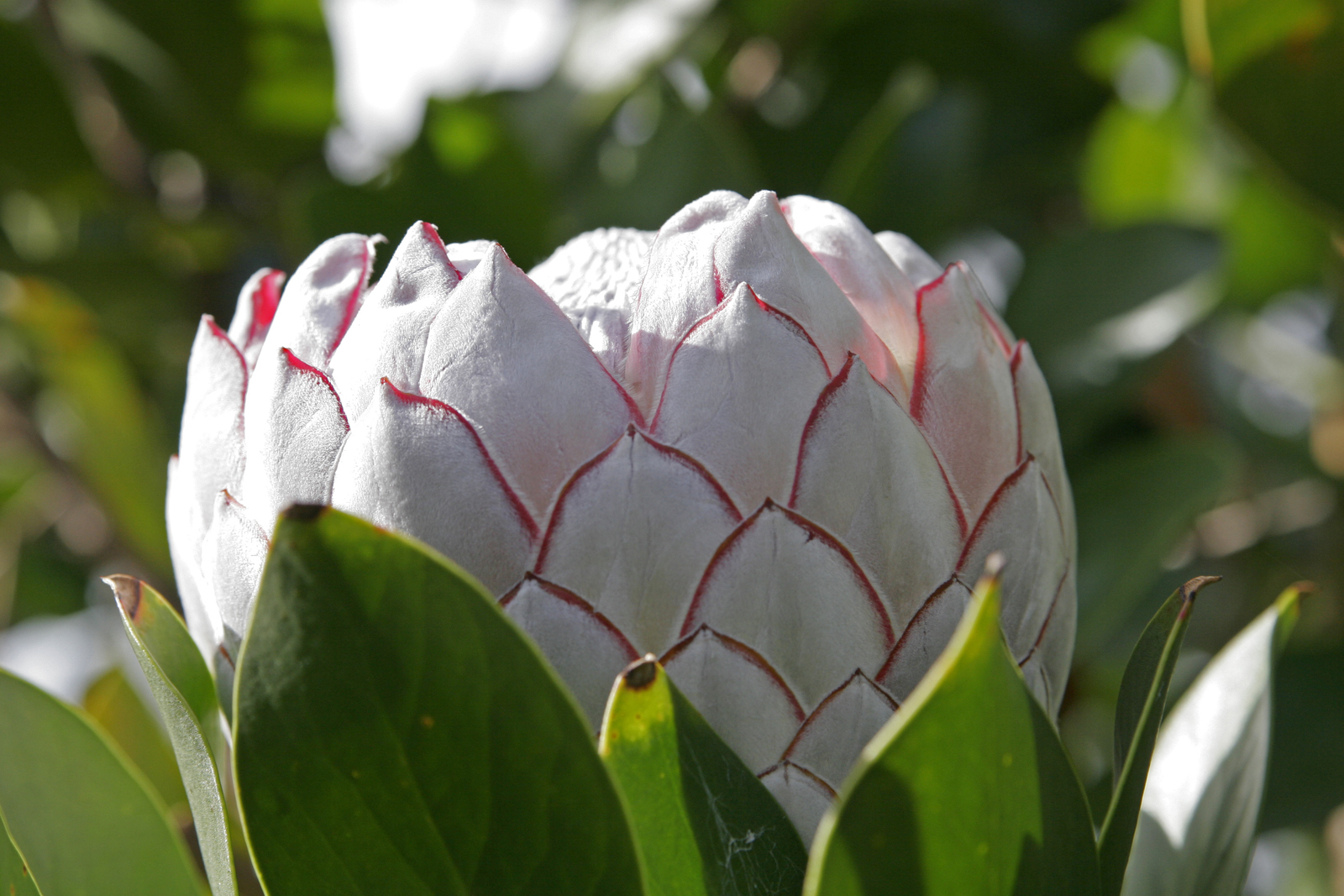
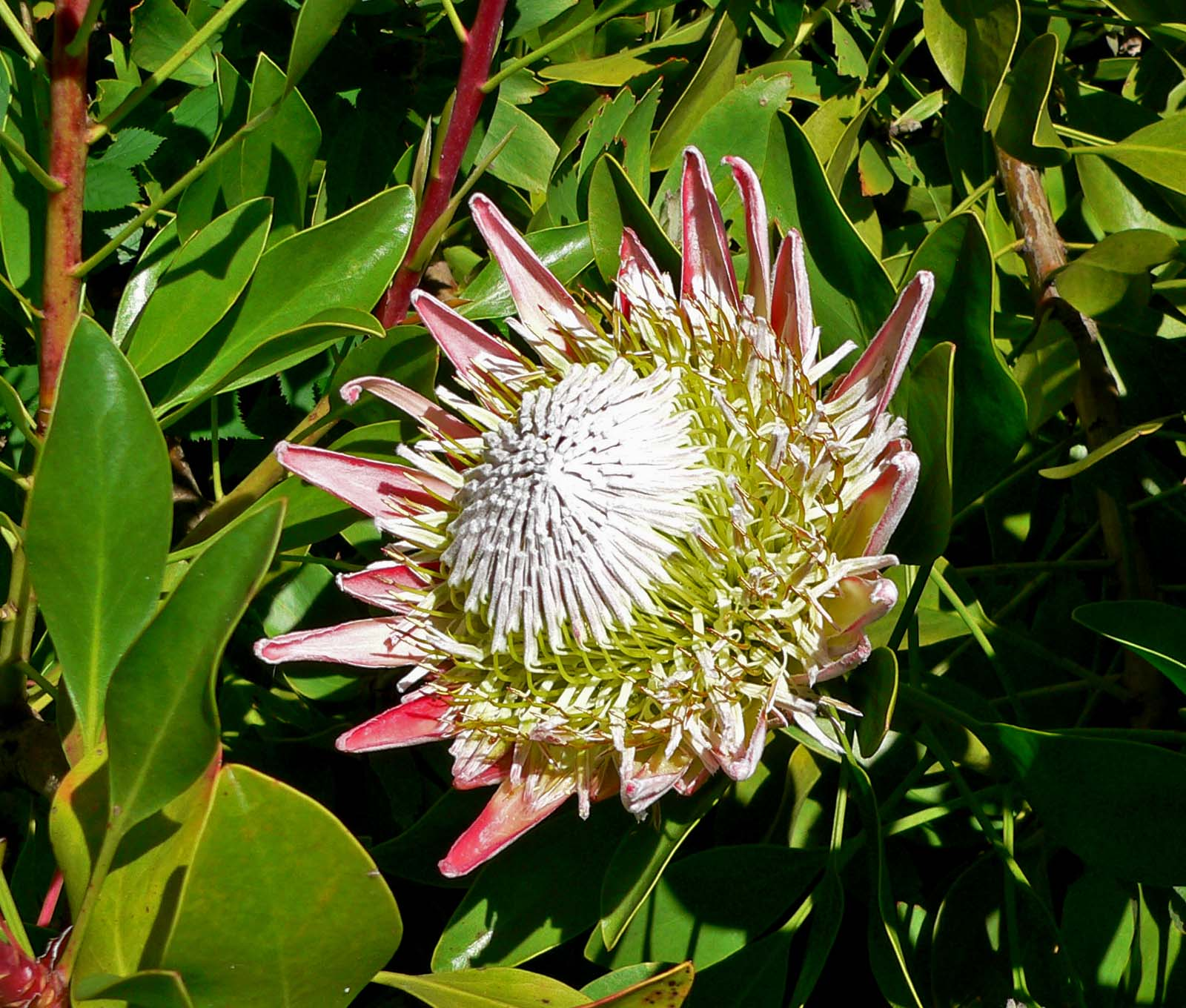
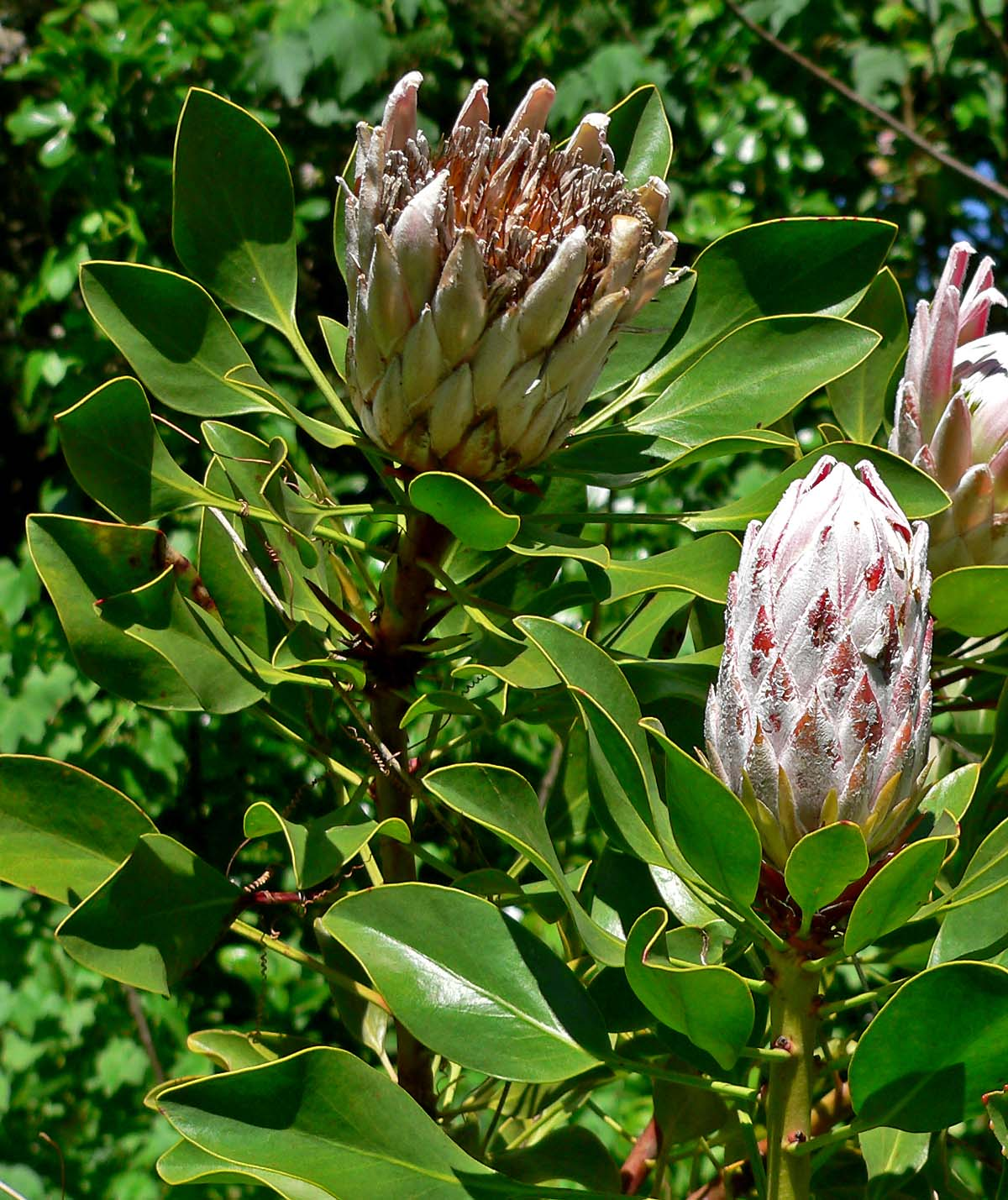
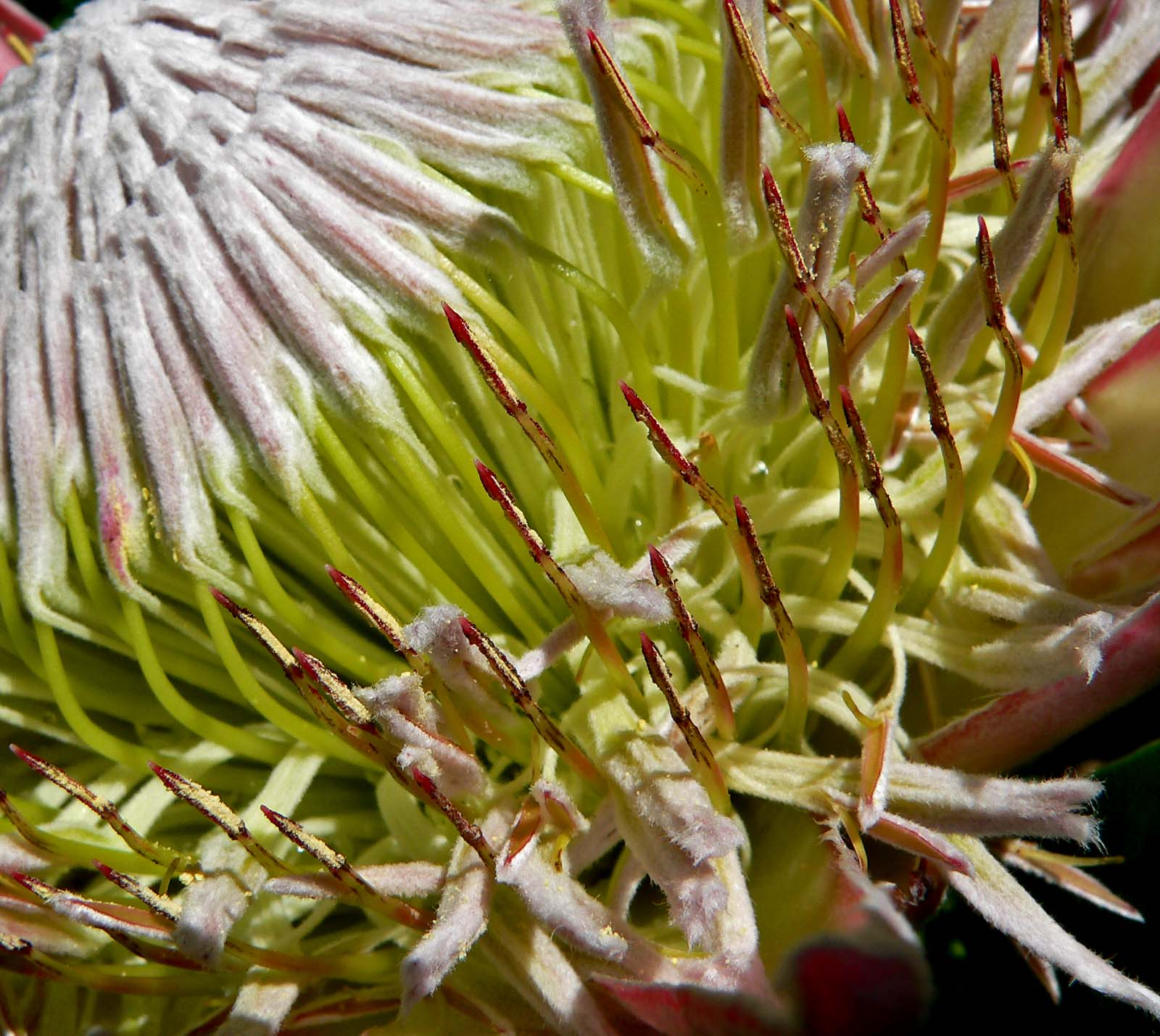
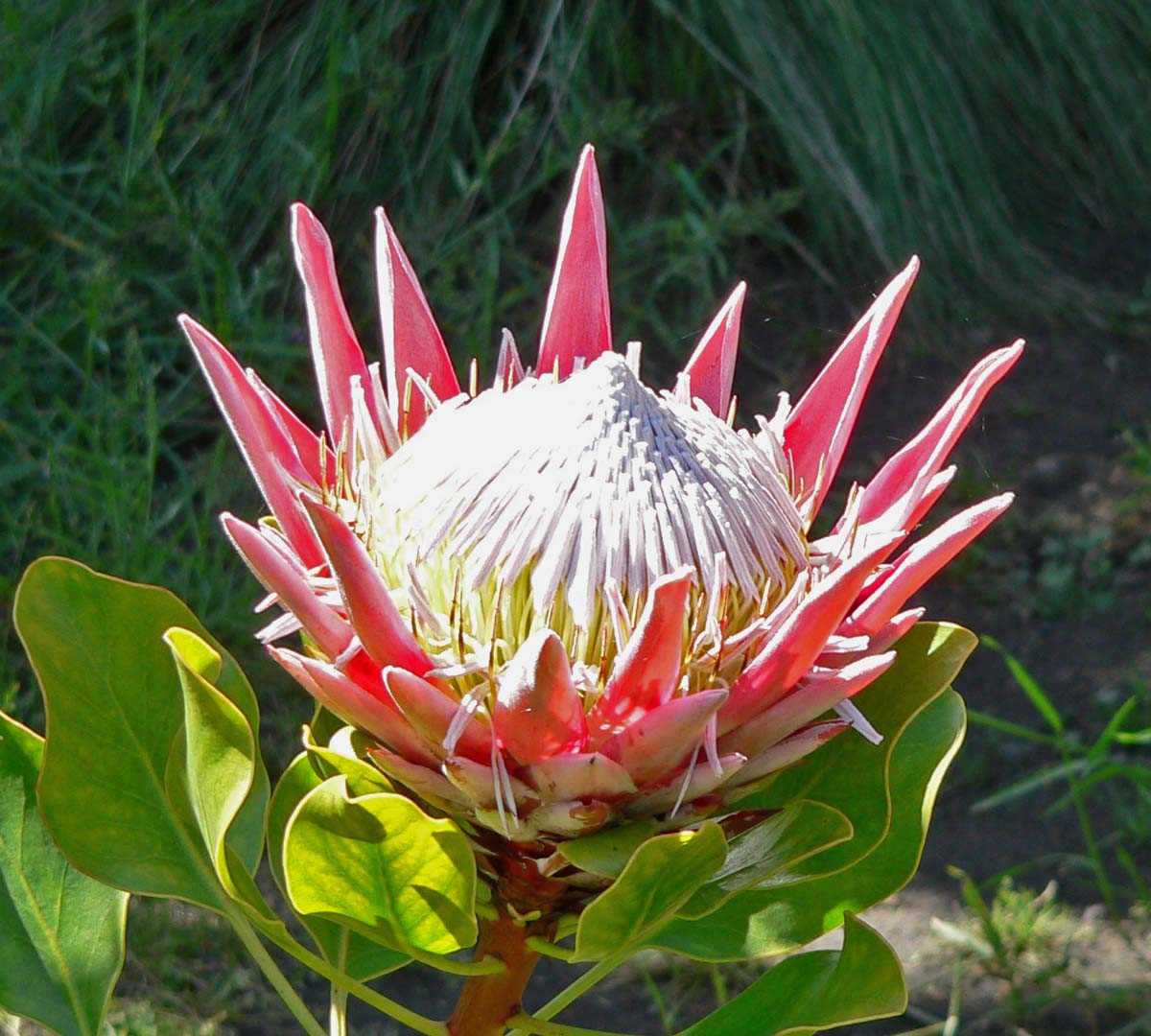
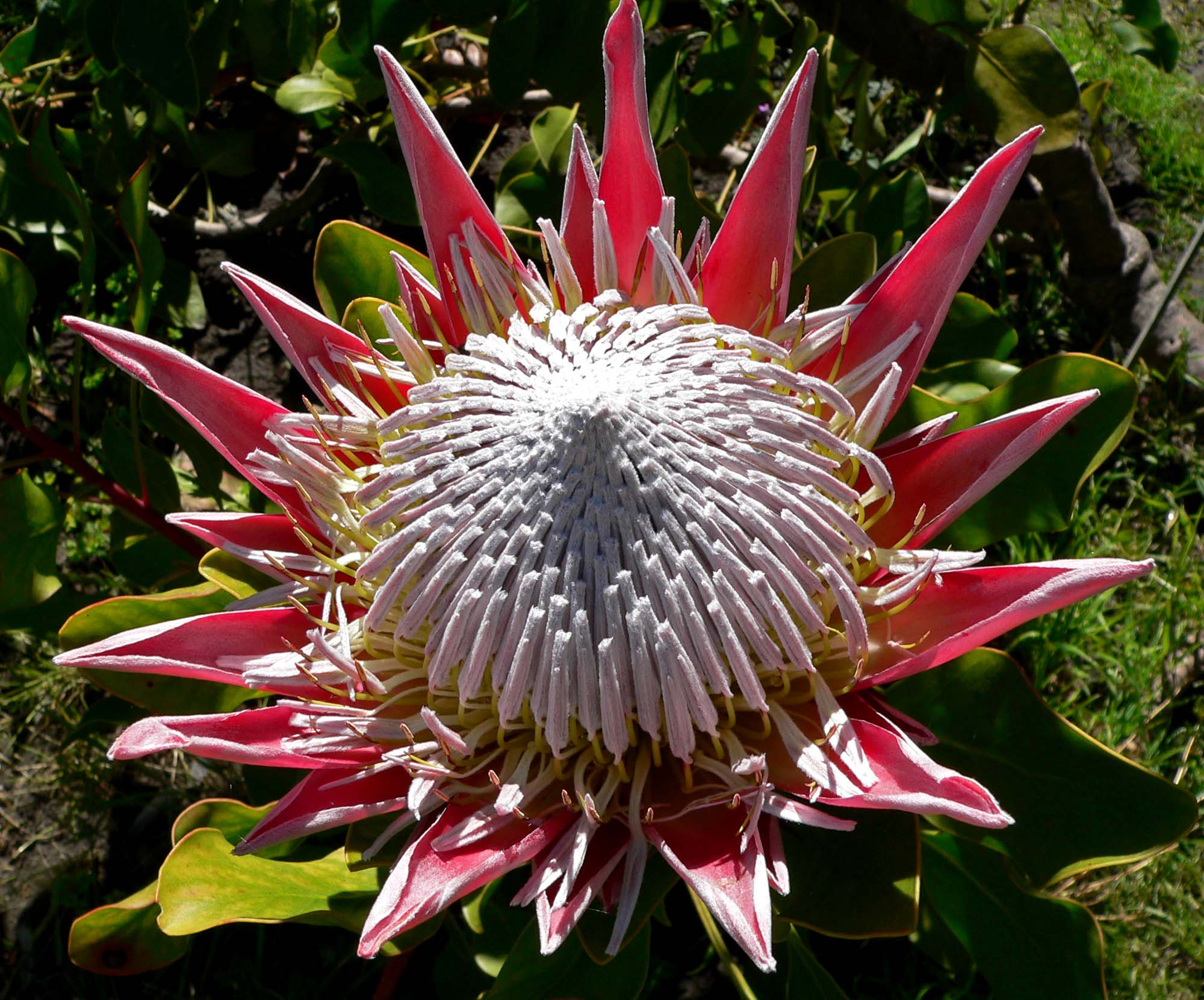
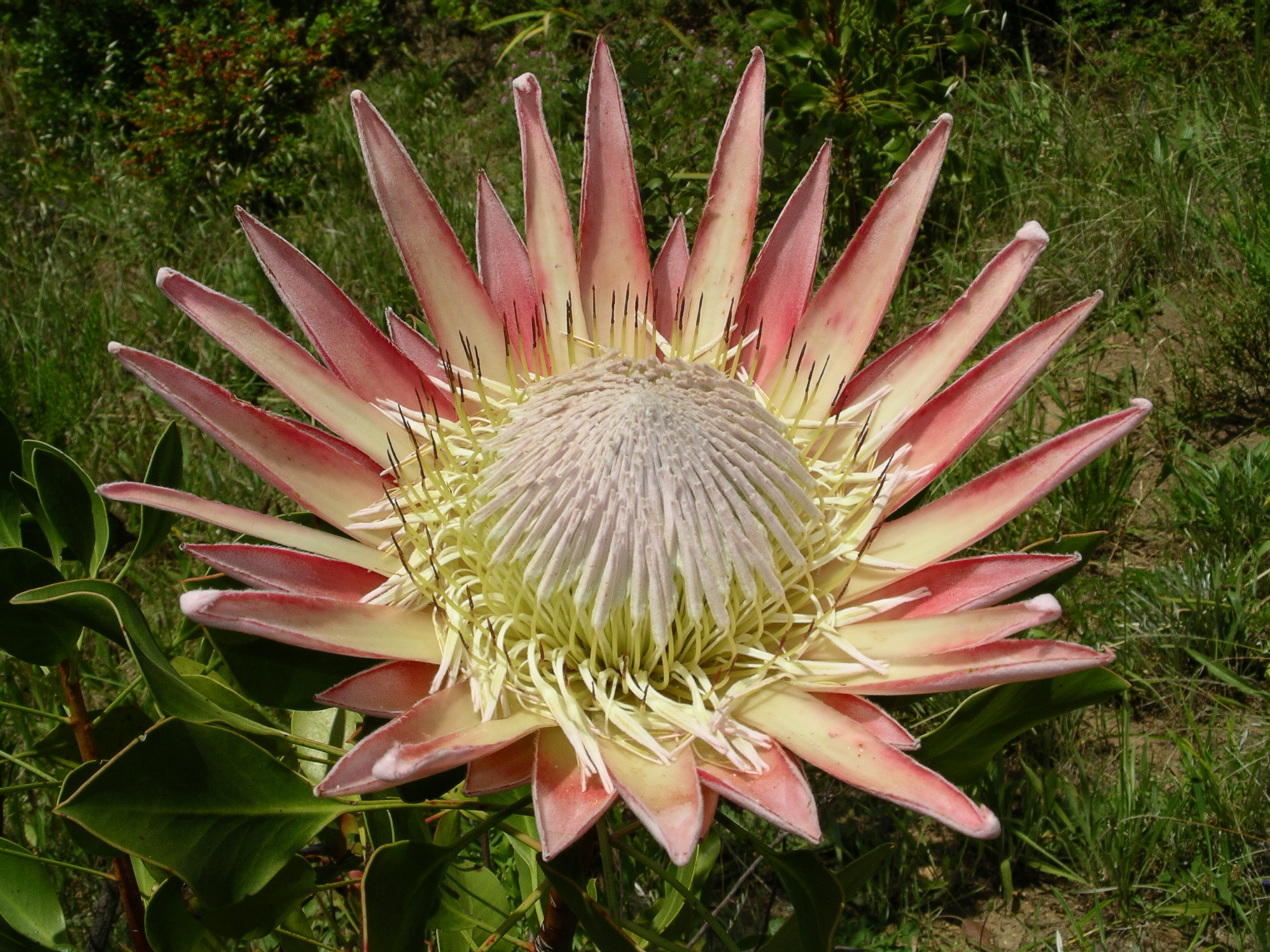
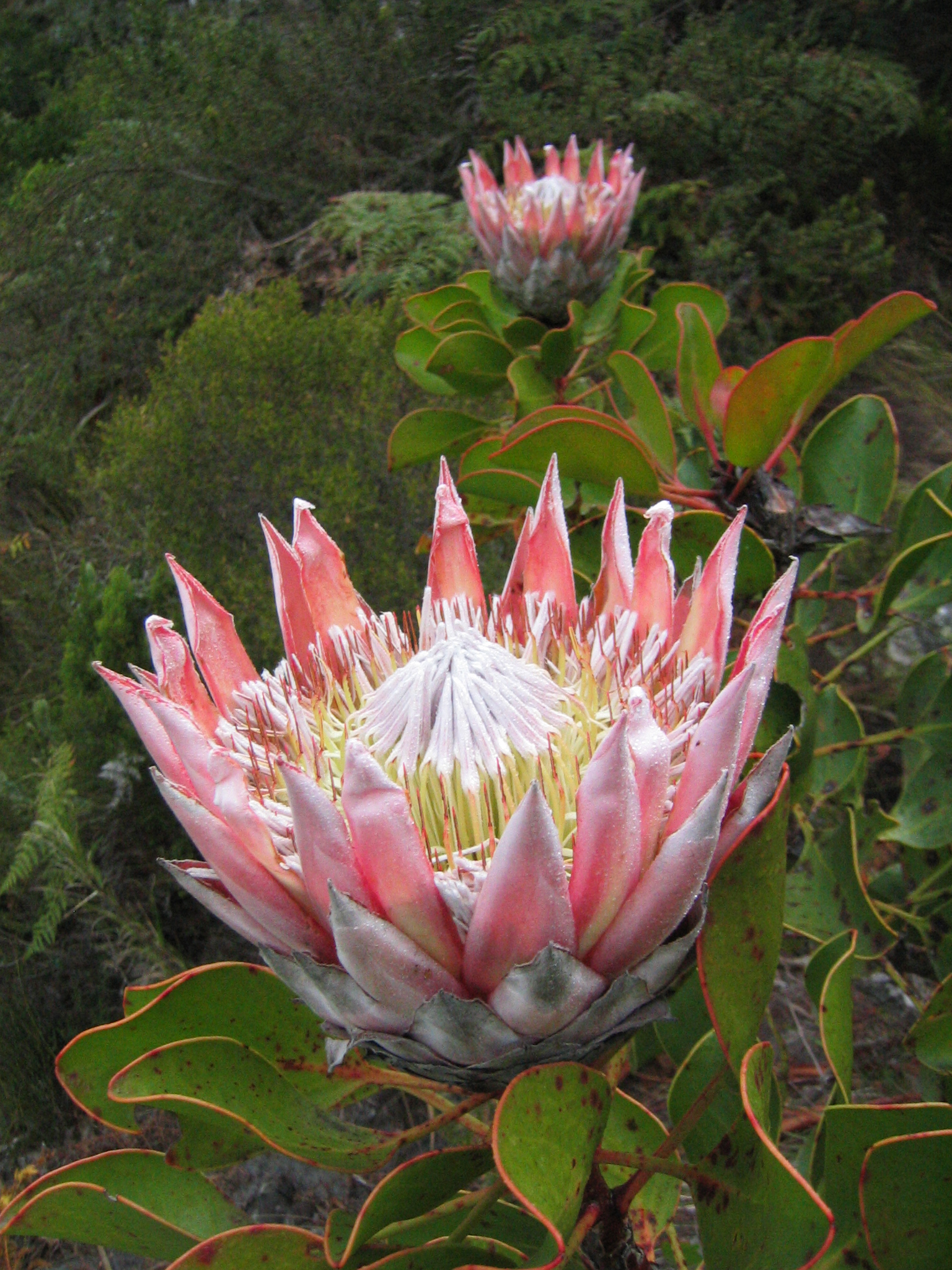
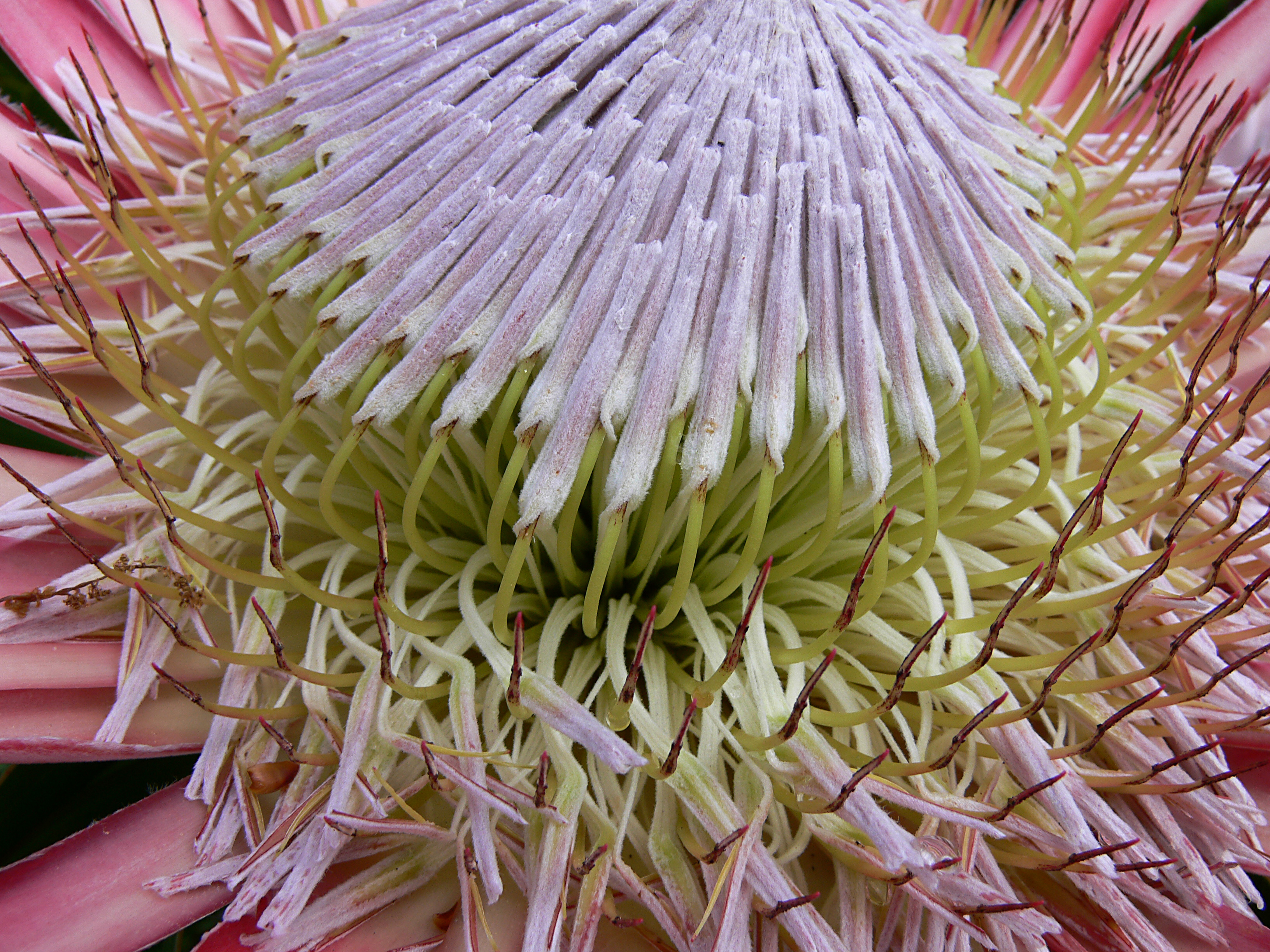
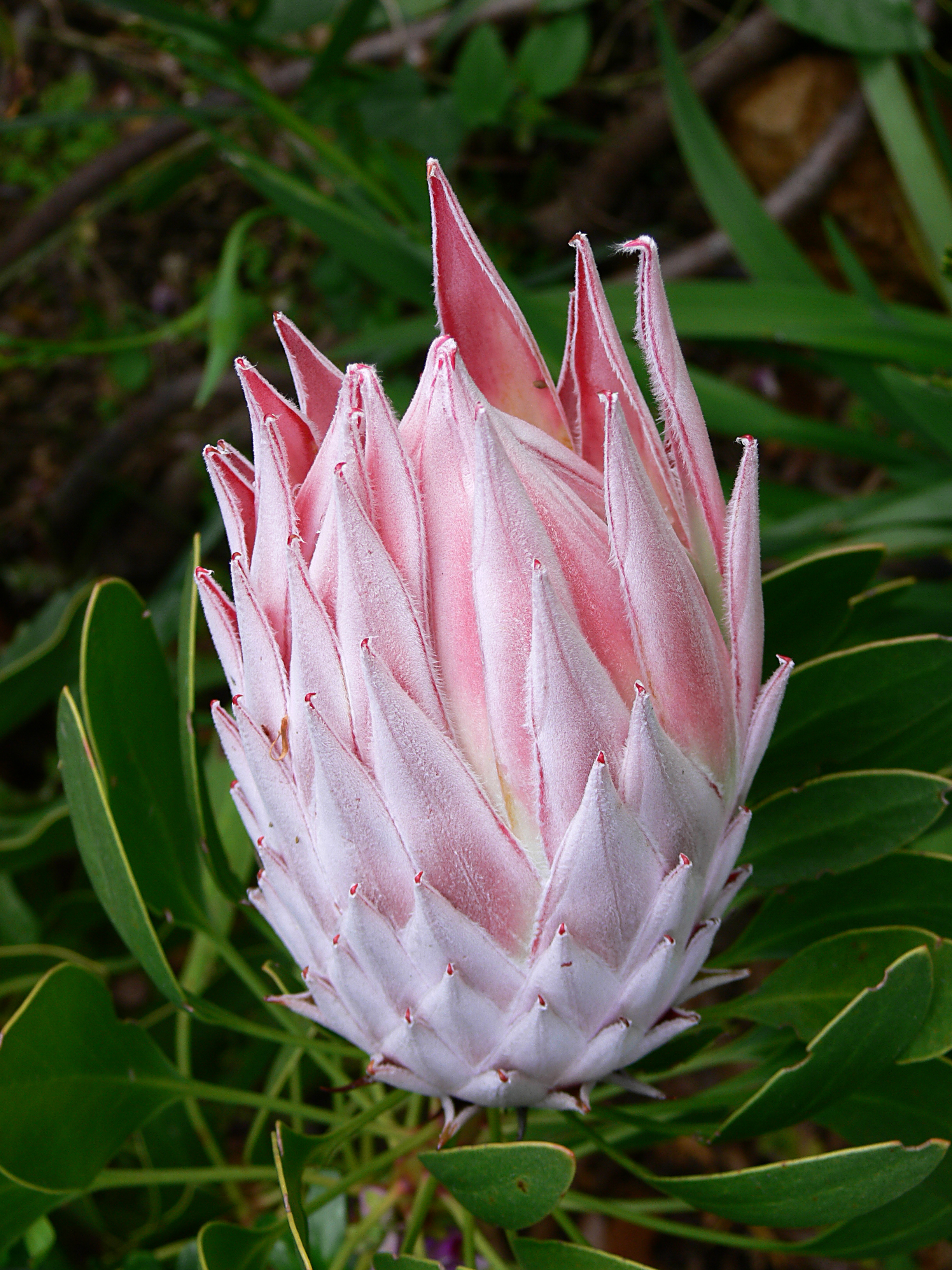
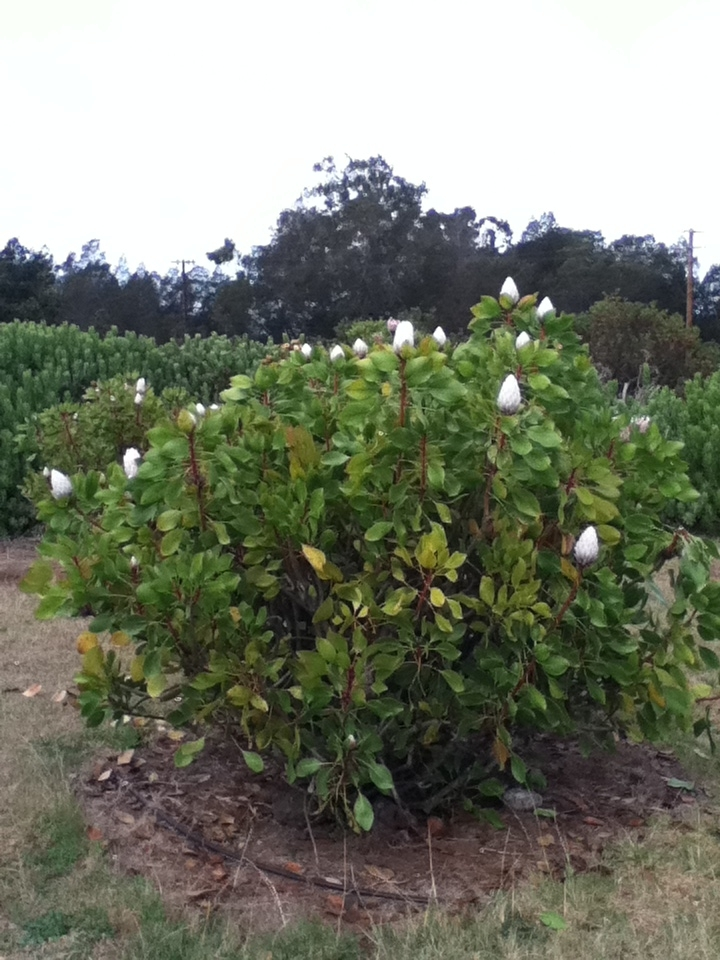
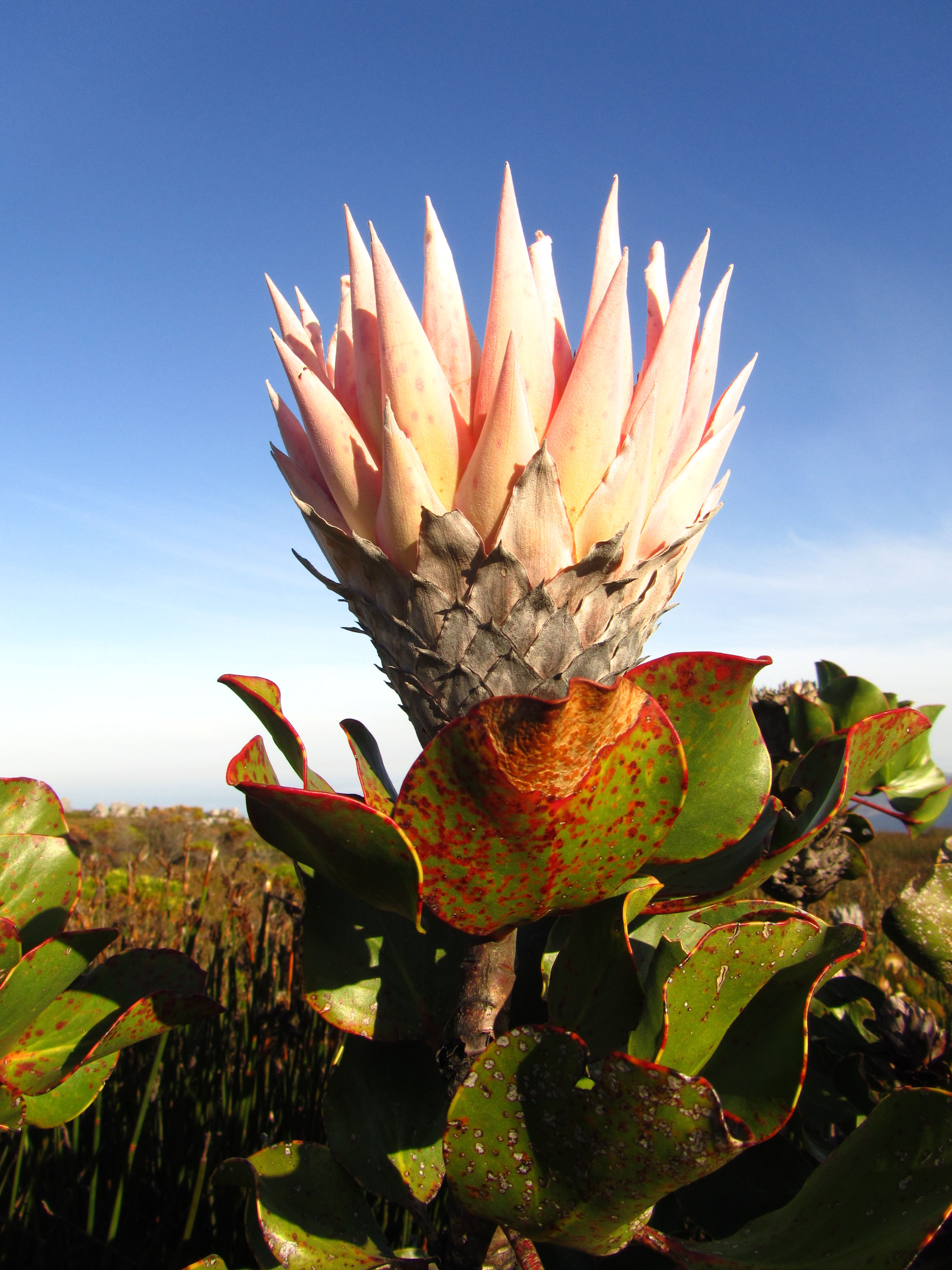
On Table Mountain, eastern table, near Mclear Beacon
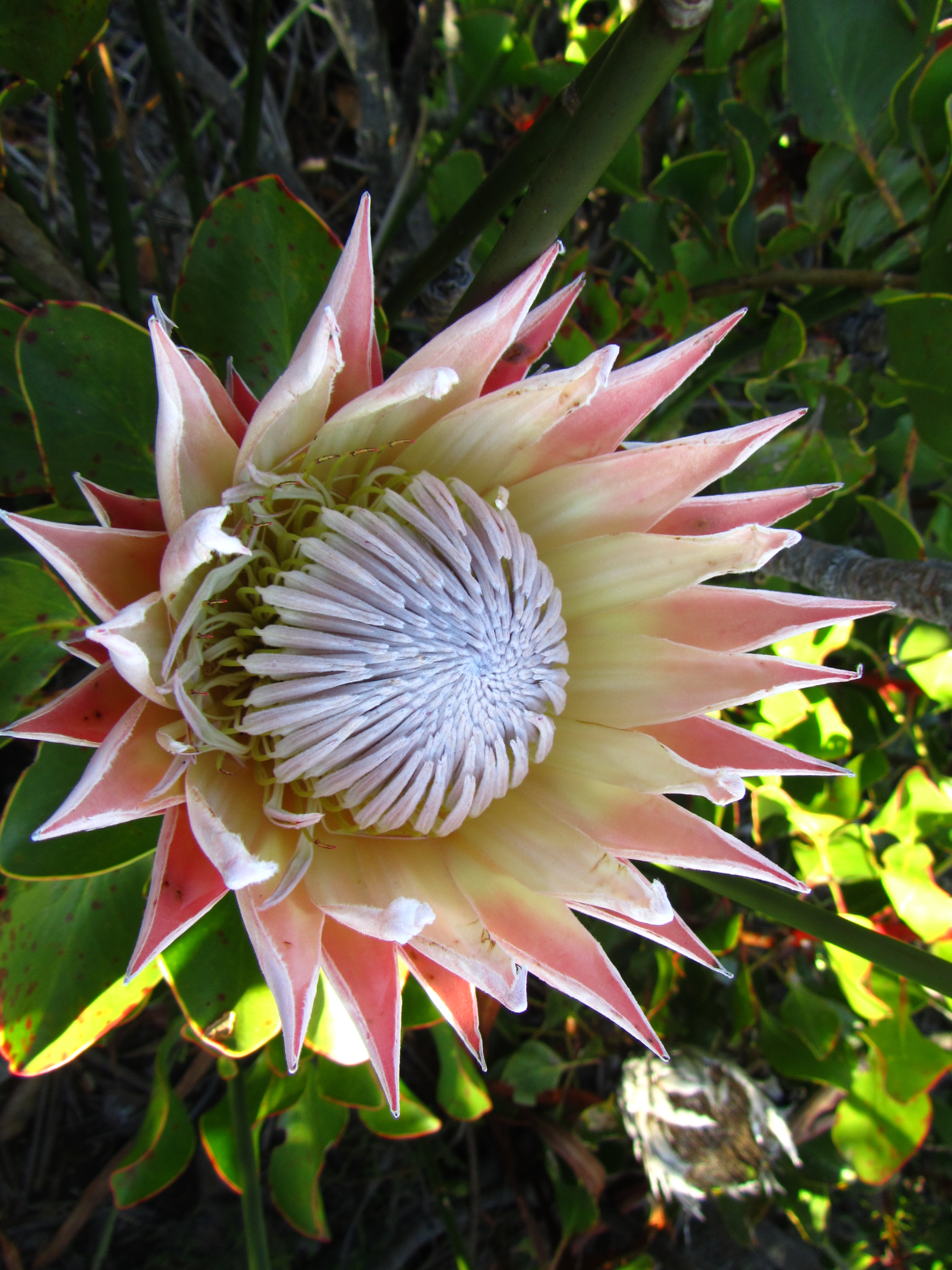